# J Gurney Nutting & Co Limited

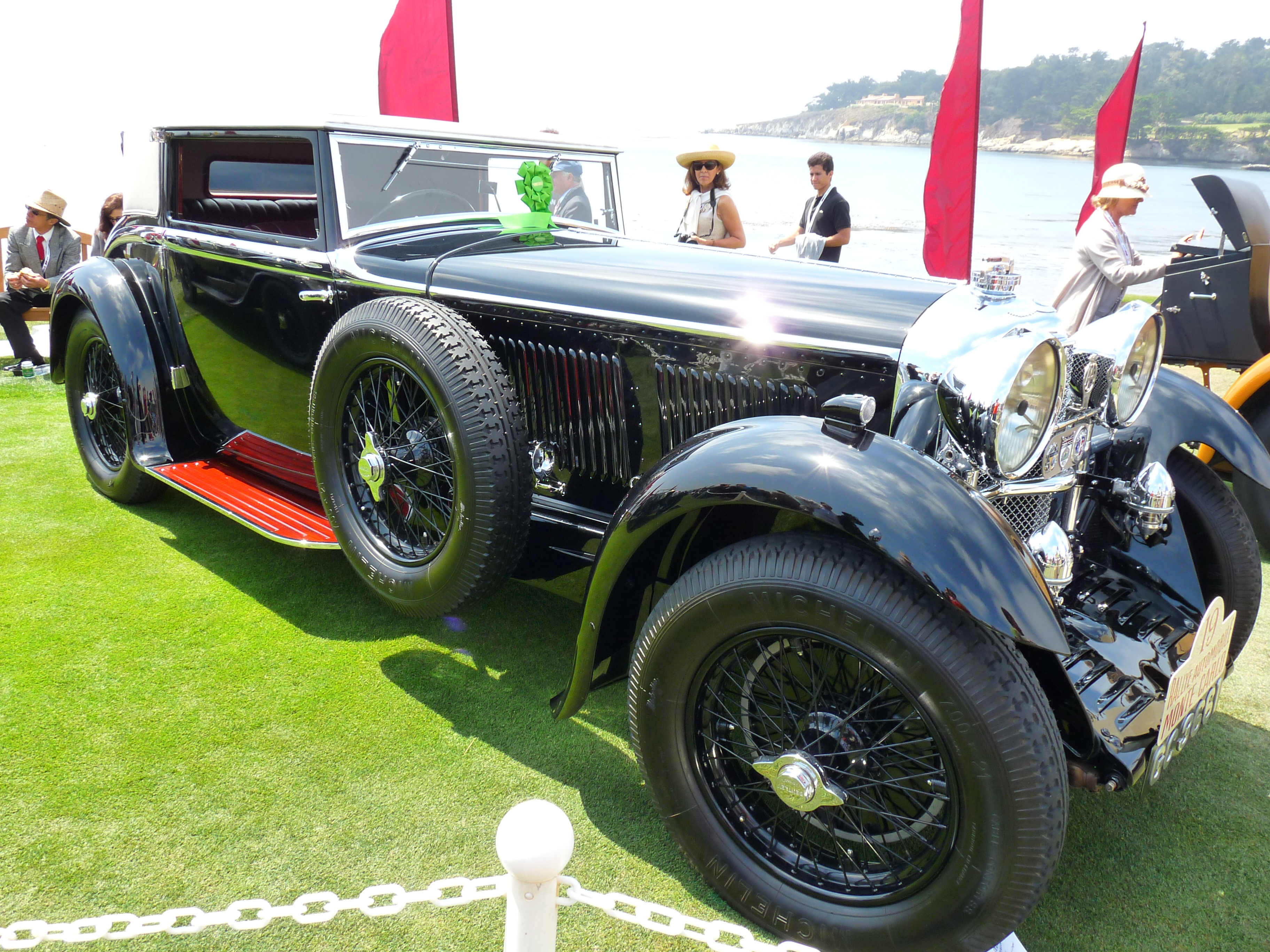
Bentley Speed Six de 1930
Weymann coupé

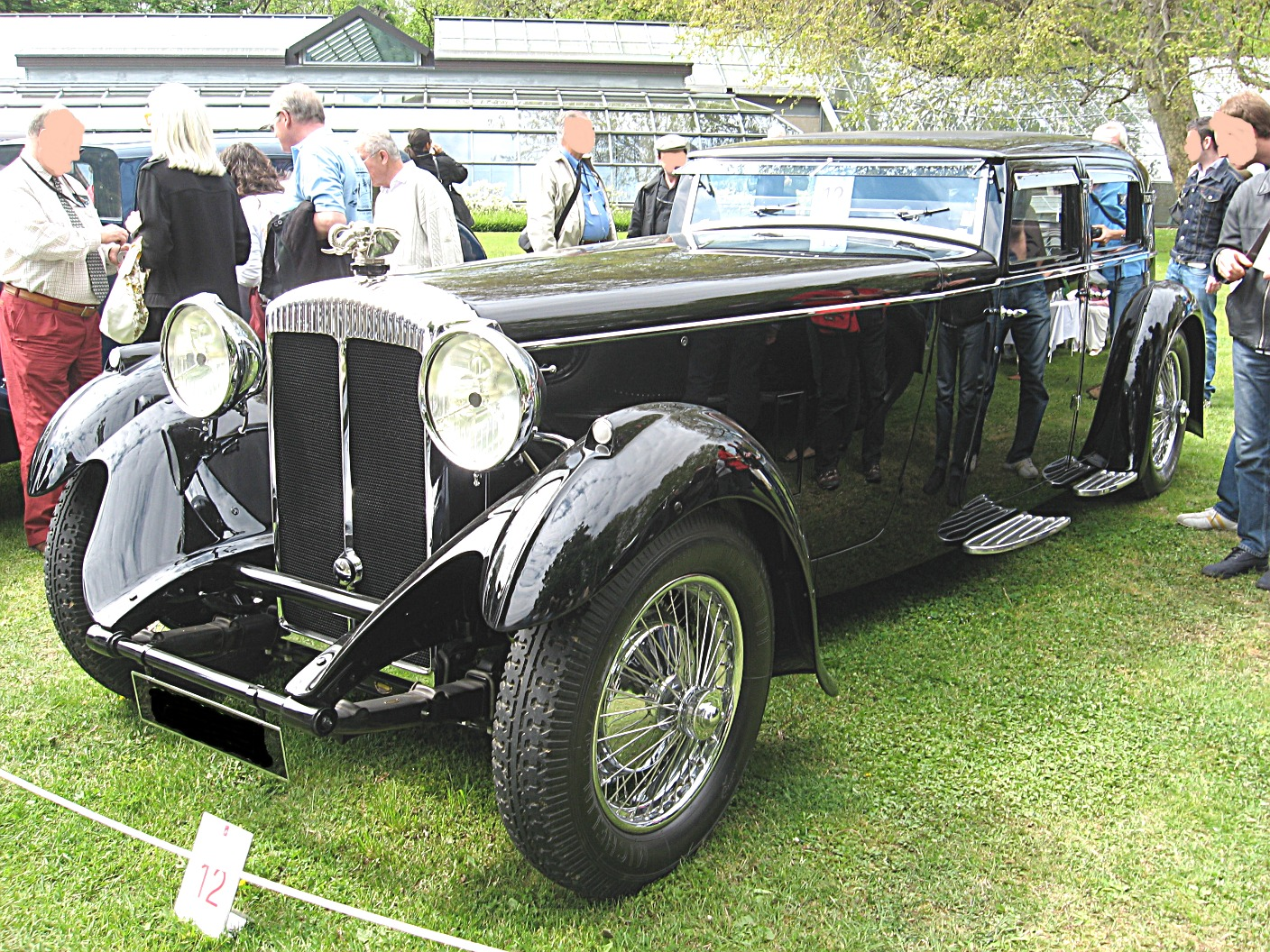
Daimler Double-Six 1932
berline de sport 4 portes
pour Anna Neagle

J Gurney Nutting & Co Limited est une société anglaise de carrossiers spécialisés dans les modèles sportifs fondée en 1918 en tant que nouvelle entreprise par une firme de constructeurs et menuisiers de Croydon. Le partenaire principal était M. John (Jack) Gurney Nutting (1871-1946).
Nutting avait fait de bonnes affaires avec les contrats de construction du gouvernement pendant la guerre, et avec son partenaire de cette entreprise, un homme nommé Cresswell, ils mirent en place des opérations dans l'ancienne usine Marlborough Carriage Works, à Oval Road, Croydon.
Les premiers modèles Gurney Nutting firent leur apparition au salon de Londres d'octobre 1920. En 1921, ils exposèrent leur carrosserie "tous temps", dont le toit se repliait de manière habituelle, mais dont la grande beauté résidait dans les vitres latérales – qui pouvaient tout simplement être abaissées dans les portes.
Après que les locaux de Croydon furent détruits par un incendie à Pâques 1923, l'entreprise fut déplacée plus près de ses clients, à l'adresse prestigieuse d'Elystan Street, hors de King's Road à Chelsea, Londres SW3.

## Chelsea

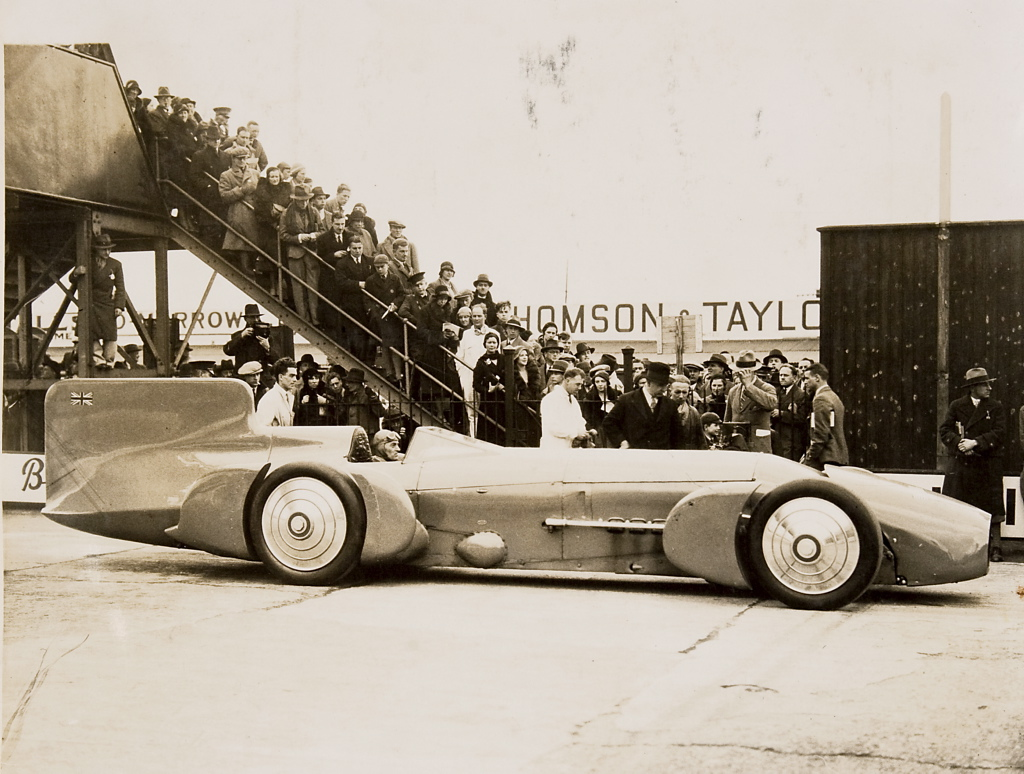
L'Oiseau Bleu de Malcolm Campbell, 1931

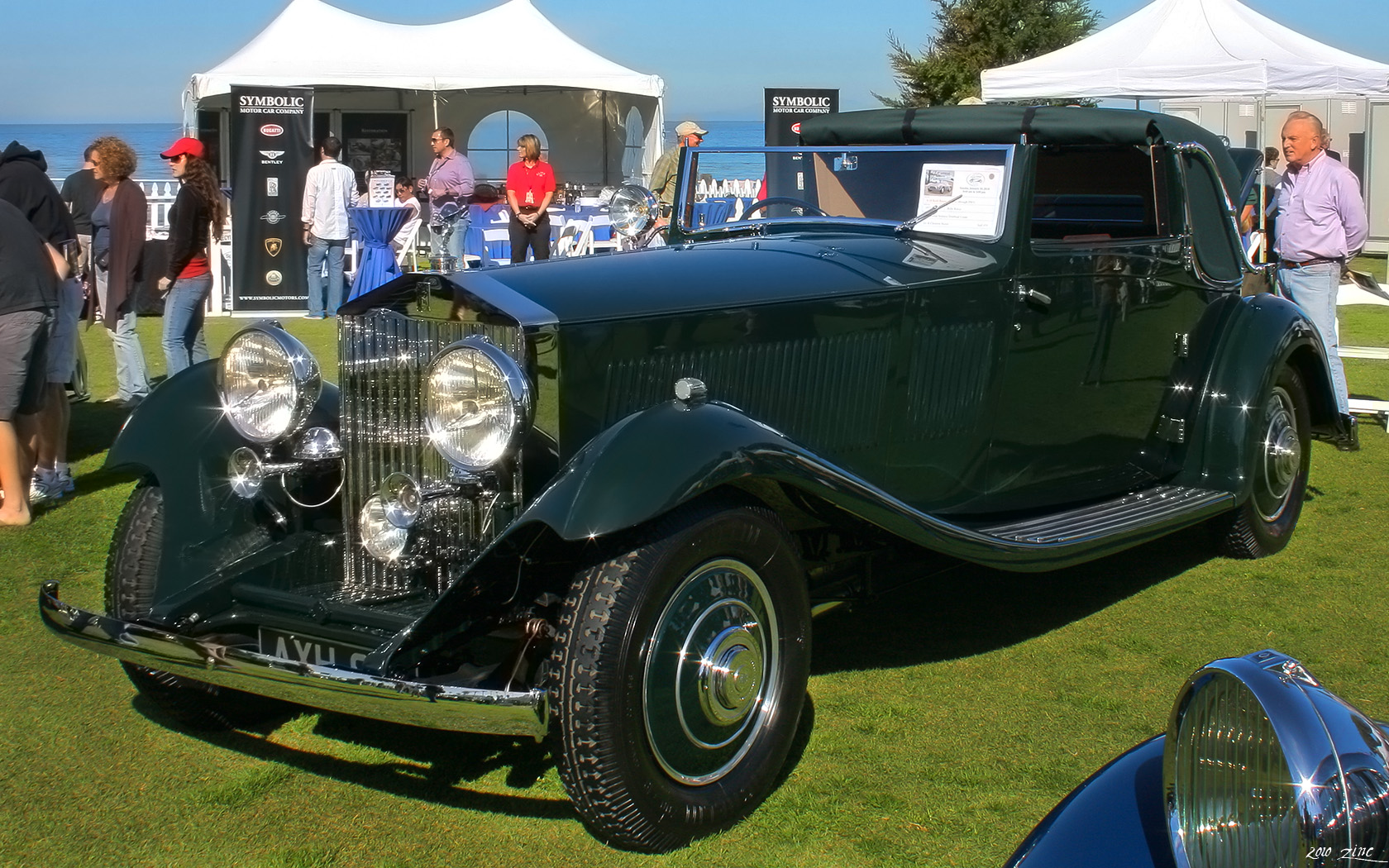
Rolls-Royce Phantom II Continental 1933
coupé de ville

Dans le quartier de Chelsea, qui était une colonie d'artistes, Gurney Nutting établit sa réputation pour la création de somptueuses voitures magnifiquement exécutées avec panache et des proportions apparentes  naturellement équilibrées. 1924 amena deux événements qui donnèrent son importance à la firme. L'achat d'une licence d'emploi de la technique Weymann de construction de carrosseries (''"tissu"'') apporta un nouveau silence de fonctionnement et une légèreté supplémentaire aux voitures des clients qui choisirent cette technique et, plus important encore, l'Ecossais A F McNeil (1891-1965), "Mac", venant de chez Cunard, rejoint la firme comme concepteur en chef. Les dessins de McNeil donneront à l'entreprise ses plus grandes années et ses plus grand succès. La technique Weymann forçait un style de construction carrée truqué, mais McNeil avait soigneusement calculé les relations entre proportions qui semblaient instinctivement droites.

## Patronage Royal

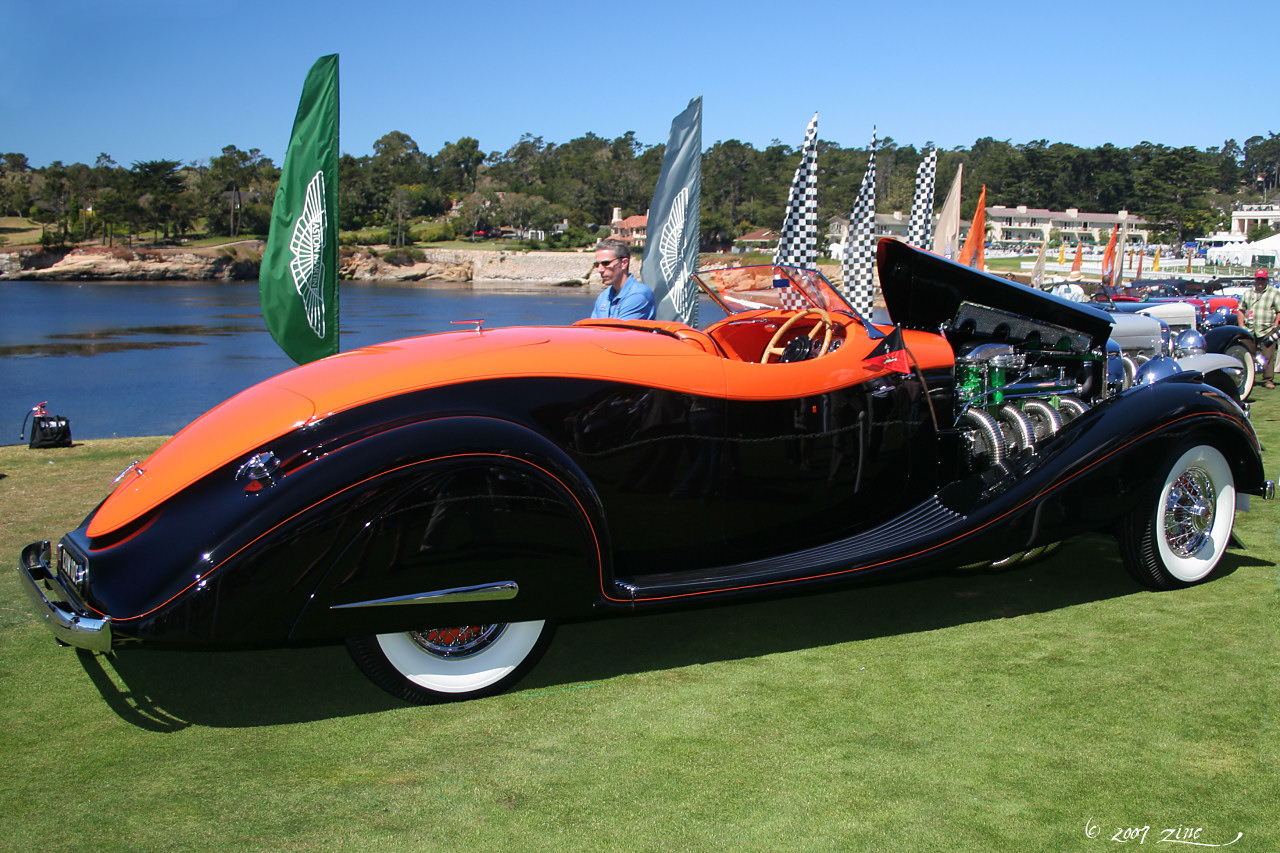
Duesenberg J 1935
speedster

En juin 1926, un châssis Lanchester 21 hp équipé d'une carrosserie Weymann fut livré au futur Roi George VI. Quelques mois plus tard, son plus jeune frère commanda une carrosserie Weymann sur un châssis Bentley. Le stand du salon de l'automobile de 1926 ne présentait que des carrosseries Weymann, une Bentley 6 1⁄2 litre en noir au-dessus de blanc et une belle 37 hp Hispano-Suiza en noir au-dessus de primevère.
La voiture qui bâtit leur réputation auprès des clients éminents fut construite en 1928, donnant le style et le ton de l'époque. En janvier 1928, le Prince de Galles, le futur Edouard VIII, par après Duc de Windsor, commanda une carrosserie Weymann sur un Bentley 4 1⁄2 litre, qui devait avoir une ceinture de caisse haute, avec des fenêtres peu élevées, permettant d'augmenter la privauté des passagers. Le style de carrosserie "Prince de Galles" devint un best-seller. Au début de l'année 1931, Nuttings fut nommée par Mandat Royal Constructeurs de Carrosseries  Automobiles de Son Altesse Royale Le Prince de Galles.

## Fin des carrosseries Weymann
Une Bentley Speed Six coupé Sport de démonstration de 1929 utilisa un tissu spécialement poli lui donnant l'air de porter une carrosserie traditionnelle, mais sans les inconvénients. La crise économique frappa. Les carrosseries en tôle emboutie, beaucoup moins chères, firent leur apparition, de même qu'une nouvelle technique de fixation des moteurs aux châssis par silent-blocs, qui rendait les carrosseries silencieuses obsolètes et les voitures beaucoup plus confortables en supprimant les vibrations. Les carrosseries tissu avaient beaucoup d'ouate entre les cadres et la toile qui les couvraient pour pouvoir présenter des surfaces bien lisses, et les oiseaux avaient appris à repérer ces carrosseries pour se fournir en ouate pour construire leurs nids. Voyant les carrosseries Weymann montrer leur âge, les clients encore en mesure d'acheter préférèrent des carrosseries métalliques plus arrondies portant une finition en cellulose brillante. Des panneaux métalliques ont remplacé le tissu sur certaines des dernières carrosseries Weymann, mais l'époque des  carrosseries flexibles était révolue en 1932.
Le 4 septembre 1930, Gurney Nutting déménage à moins d'un kilomètre, dans de plus spacieux locaux à Lacland Place SW10. Quelques semaines plus tard, ils exposèrent à l'Olympia une Bentley Sport coupé Weymann en métal lambrissé à côté d'une autre Bentley de construction traditionnelle portant pour la première fois la marque Nutting, une bande de perles profondément chromée partant de la calandre jusqu'au garde-boue arrière soulignant les nouvelles lignes de la voiture.
J Gurney Nutting construisit la carrosserie de la voiture de record du monde de vitesse l'Oiseau Bleu de Malcolm Campbell de 1931.

## Hauteur de la mode
Les années 1930 furent les plus grandes années de l'entreprise. Les carrosseries sont construites sur commande sur d'autres châssis mais surtout, ce furent les années des berlines, coupés de ville et sedancas de ville Rolls-Royce et Bentley.
Vers la fin de la décennie Jack Barclay vit A F McNeil partir chez James Young Limited et il fut remplacé par John Blatchley (1913 - 2008), encore au début de sa vingtaine. Blatchley, diplômé du Chelsea College of Aeronautical and Automobile Engineering et du Regent Street Polytechnic, avait été recruté par McNeil. Après la guerre, il fut nommé chef styliste de Rolls Royce et Bentley, et prit sa retraite en 1969. A F McNeil est resté l'enseignant, le mentor et l'ami de John Blatchley pendant de nombreuses années.

En 1940, une intéressante limousine Daimler huit cylindres émergea de Lacland Place, les courbes remplacées par des bords  rasoir. La Daimler avait des fenêtres à coins carrés, une taille plate et une queue  raide à bouts carrés. Il fut accueillie comme "très très belle, montrant un tout nouvel idiome", mais il y avait une guerre en cours.

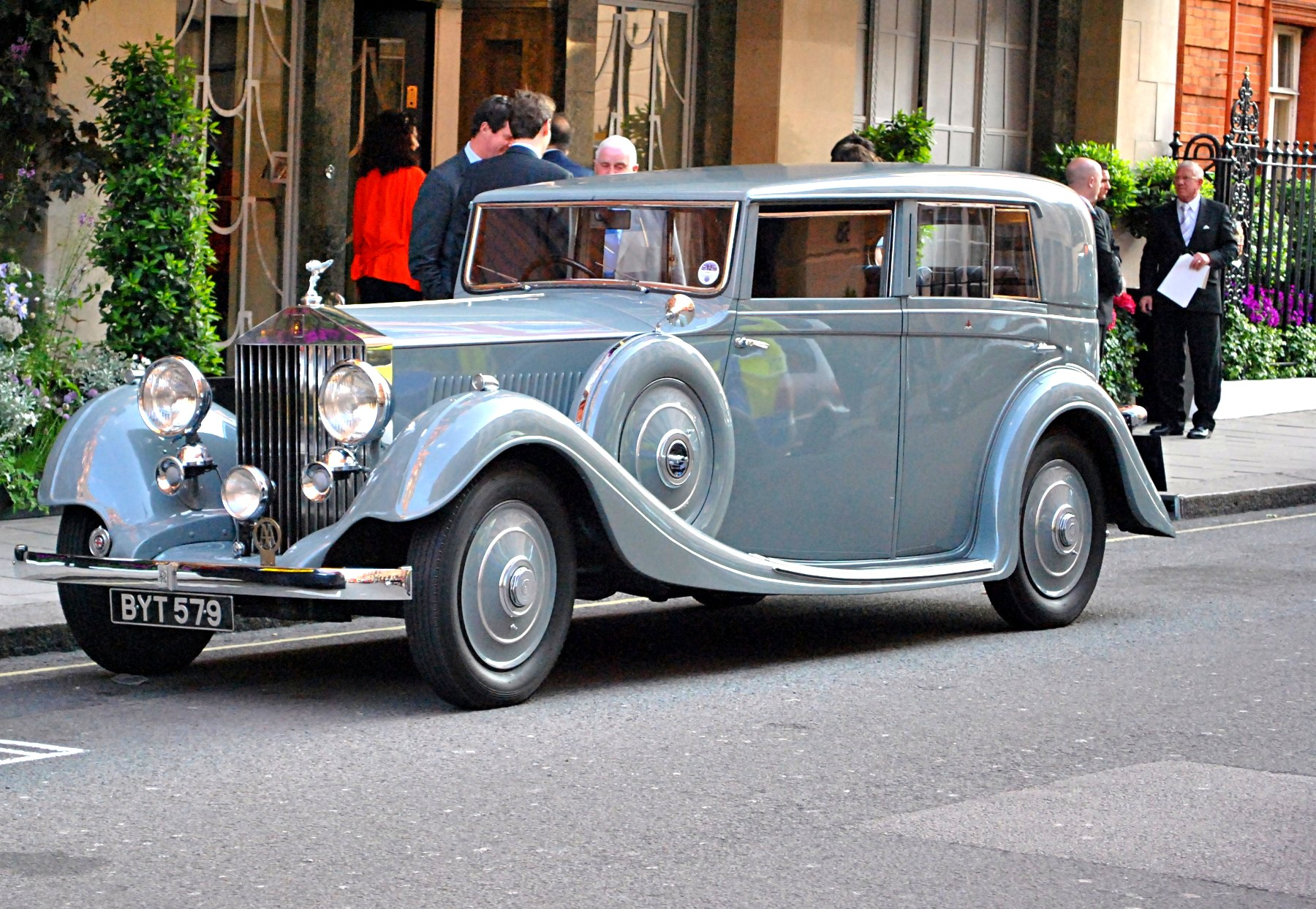
Limousine Rolls-Royce 20/25 de 1935
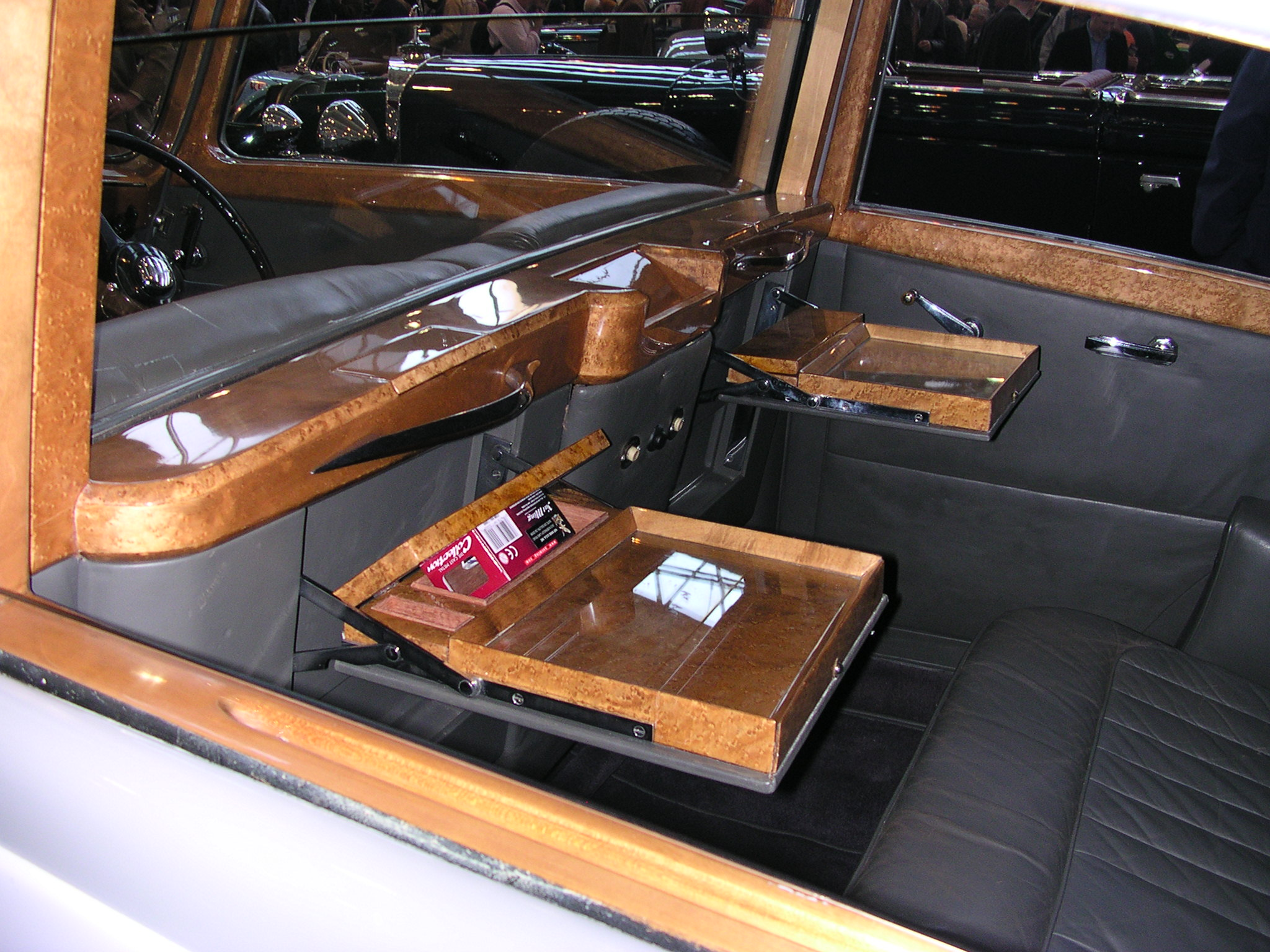
Rolls-Royce Phantom III, 1936
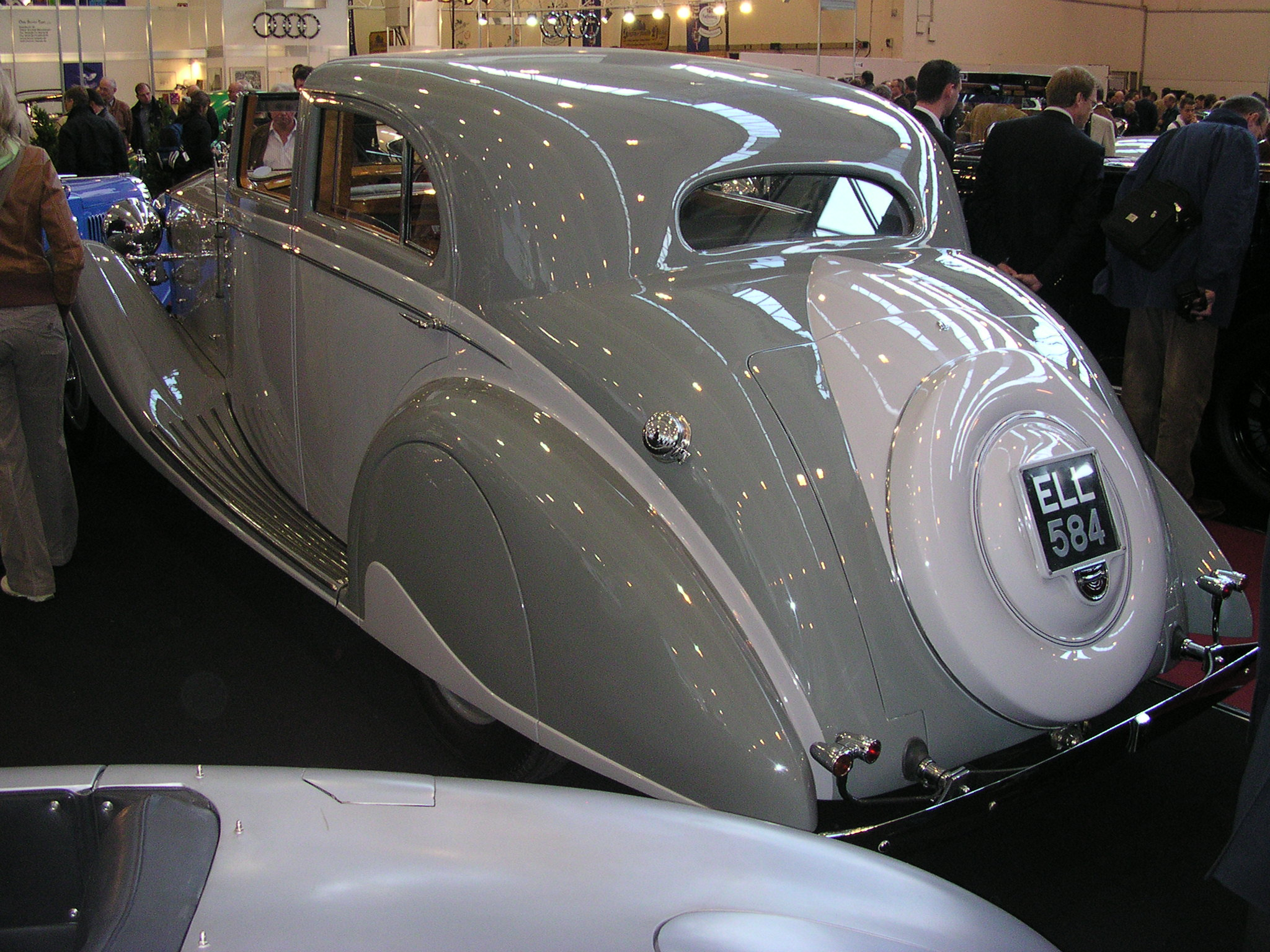
Rolls-Royce Phantom III, sedanca de ville de 1936
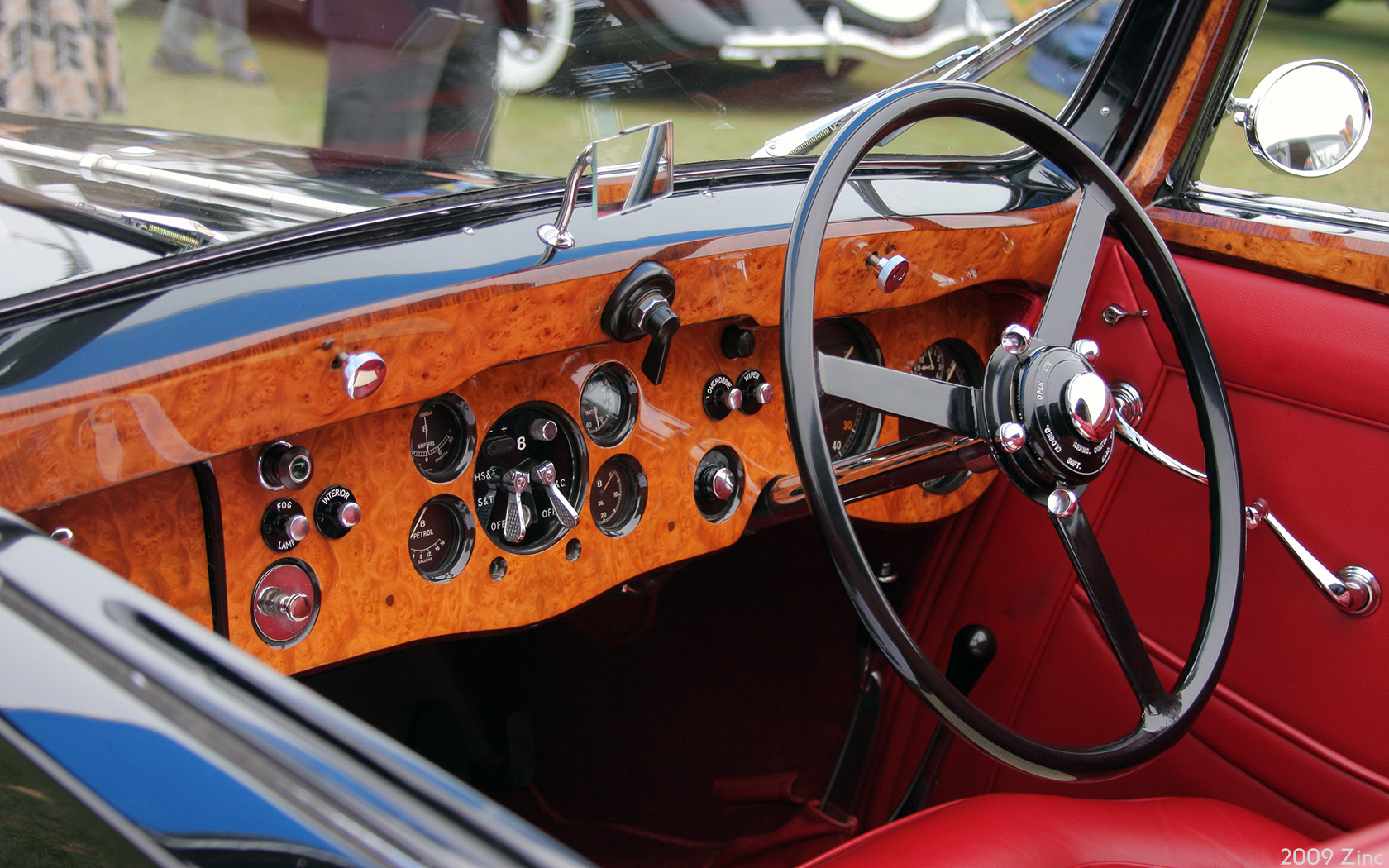
Bentley 4¼-litre coupé de ville de 1937
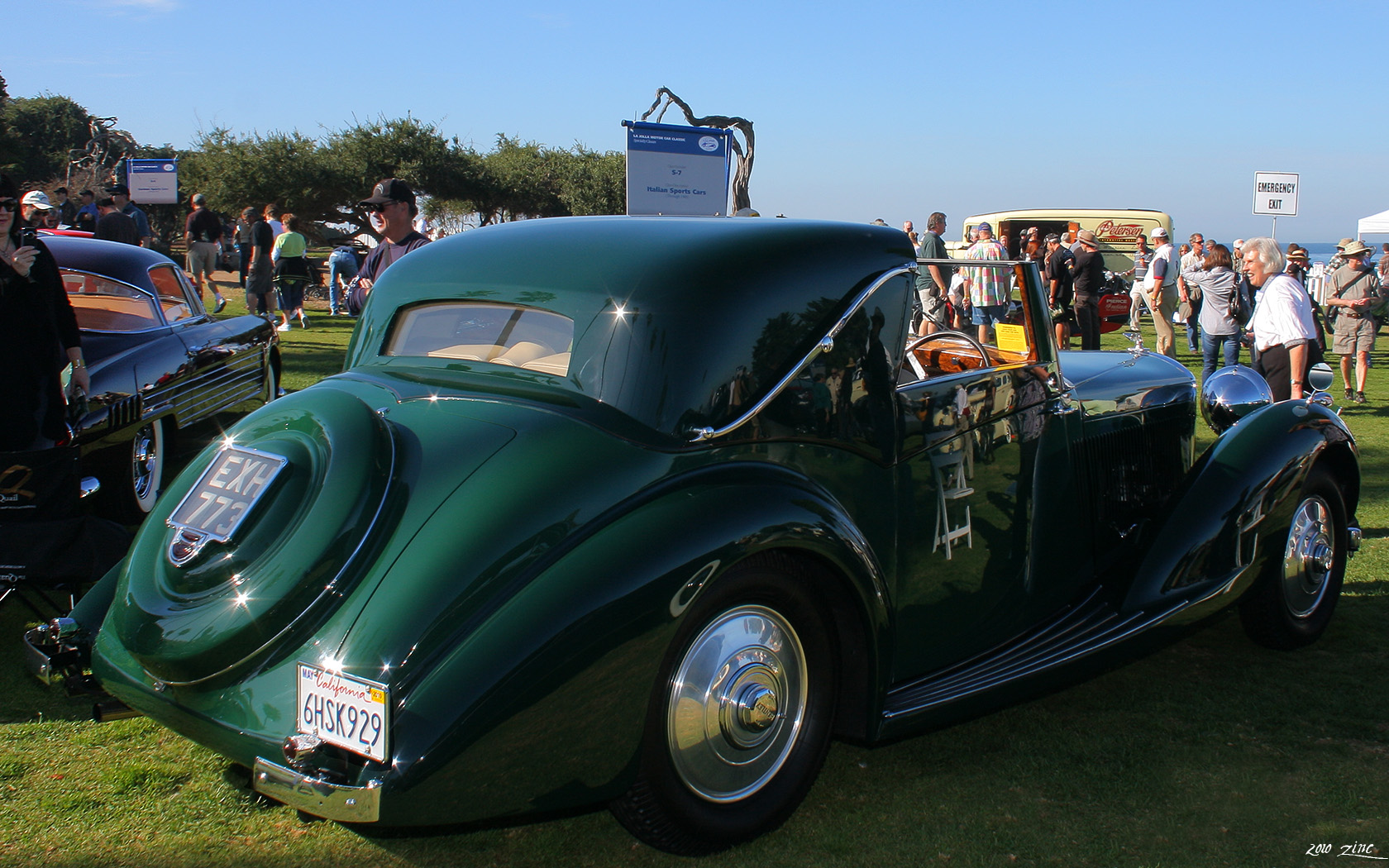
Bentley 4¼-litre coupé de ville de 1938

## Fin de vingt ans de brillance

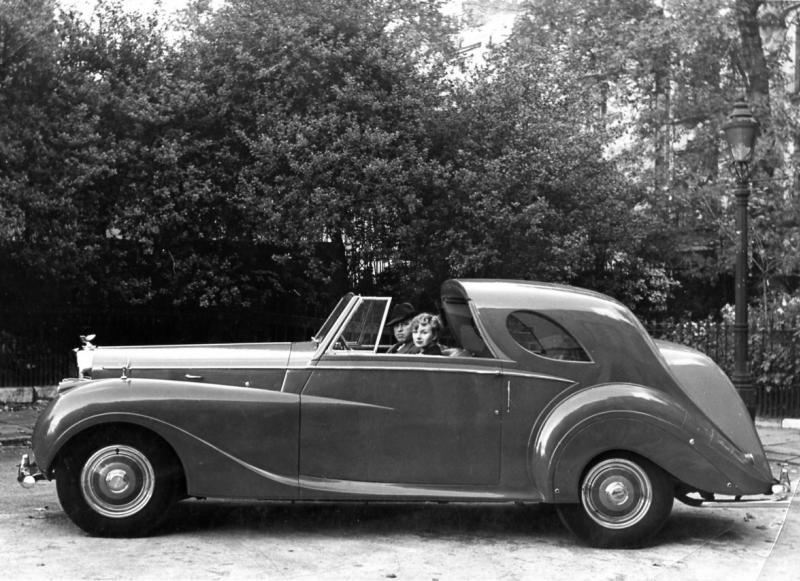
Bentley Mark VI larme coupé de ville

Avec le déclenchement de la seconde Guerre Mondiale, tout le travail de carrosserie est suspendu. Pendant la guerre, Gurney Nutting construit des bateaux, depuis les canots de sauvetage jusqu'aux bateaux de patrouille. En 1945, l'entreprise est renommée Gurney Nutting Ltd, s'appelant "carrossiers et ingénieurs" et devint une partie du groupe Barclay qui avait acquis James Young Limited en 1937. John Gurney Nutting, qui est resté administrateur, tomba malade et décéda le 10 février 1946 à 75 ans. Les usines furent déplacées à Lombard Road, Morden Road, Merton, SW19, avec un peu de travail effectué dans les locaux James Young à Bromley. La demande pour des carrosseries sur-mesure disparut après-guerre et leur dernier stand au salon de l'Automobile en 1948 exposa deux voitures construites sur le châssis Bentley Mark VI. Ils construisirent en parallèle des carrosseries d'autobus et d'autocars jusqu'à la fin 1952, la fermeture survenant de peu de temps après.